# Trichospermum ledermannii
Trichospermum ledermannii är en malvaväxtart som beskrevs av Karl Ewald Maximilian Burret. Trichospermum ledermannii ingår i släktet Trichospermum och familjen malvaväxter. Inga underarter finns listade i Catalogue of Life.